# Saison 2001-2002 du FC Nantes Atlantique
Chronologie
Saison précédente Saison suivante
La saison 2001-2002 du FC Nantes Atlantique est la 39e saison d'affilée du club en Division 1. Champion en titre, le club nantais ne termine cette saison qu'à la 10e place, avec 43 points (pour 12 victoires, 7 nuls, 15 défaites ; 35 buts pour, 41 buts contre). Le FC Nantes dispute également la Ligue des champions de l'UEFA 2001-2002. Il termine à la première place du groupe D de première phase, mais doit s'incliner en deuxième phase face à Manchester United et au Bayern Munich.

## Résumé de la saison
Après la titre de champion de France 2001, le club va passer de la gloire au désespoir en seulement six mois. L'intersaison qui se voulait ambitieuse (recrutement de Pierre-Yves André, Olivier Quint et finalisation de l'arrivée de Stéphane Ziani encore sous contrat à Bordeaux) voit cependant partir Olivier Monterrubio et surtout Éric Carrière qui s'était engagé à rester, quitte le club alors que le championnat est déjà commencé, le 28 août. Privé de son meneur de jeu, sans véritable solution de rechange, le FCNA ne remporte sa première victoire qu'à la 11e journée mais reste en position de relégable jusqu'à la trêve. Pourtant toute qualité n'a pas disparu de l'équipe. En première phase de Ligue des Champions, Nantes est le seul club français à se qualifier, en particulier grâce à de belles victoires contre le PSV Eindhoven (4-1 à la Beaujoire) et contre la Lazio Rome (1-3 au Stadio Olimpico, 1-0 à la Beaujoire). Les résultats de championnat prévalent cependant et le 22 décembre, bien que l'équipe remporte une victoire sur Troyes à domicile, Raynald Denoueix vit son dernier match à la tête du club. Le FC Nantes, dirigé depuis quelques semaines par Jean-Luc Gripond nommé en remplacement de Kléber Bobin par la Socpresse, se sépare de Denoueix, champion en titre, héritier d'une tradition sportive entretenue depuis 1960.
Lorsqu'Ángel Marcos, ancien attaquant du club, prend la succession de Raynald Denoueix aux commandes du FCNA, aucun délai ne lui est laissé pour redresser la situation. L'Argentin bénéficie tout de même de l'arrivée de deux recrues importantes, Mario Yepes, solide défenseur colombien venu de CA River Plate et Mauro Cetto, jeune défenseur de Rosario Central et champion du monde avec les moins de 20 ans argentins tandis que plusieurs remplaçants s'en vont. Pascal Delhommeau, Salomon Olembe, Wilfried Dalmat sont prêtés et enfin Victor Bonilla recruté librement en septembre, sans succès, est libéré à l'amiable. Ces bonnes nouvelles permettent un spectaculaire retournement des résultats en début d'année 2002 : le dernier match de Raynald Denoueix aura été le premier d'une série de six rencontres sans défaite, soit seize points pris sur dix-huit possibles. Les Canaris se classent troisièmes des matches retour du championnat, avec quelques belles victoires offerts au public de la Beaujoire : 3-0 contre Lyon, 3-1 contre Marseille, 2-1 contre Bordeaux à la dernière journée. Mais le match le plus intense de la saison demeure le match nul contre le Manchester United de David Beckham, Ryan Giggs et Ruud van Nistelrooy (1-1), en seconde phase de Ligue des champions : les Canaris mènent tout le long du match, Landreau multipliant les exploits, et Van Nistelrooy n'égalisant qu'en toute fin de rencontre sur penalty, après une main de Mario Yepes. Nantes, concentré sur le championnat, termine en dernière position de son groupe (complété par Boavista et le Bayern Munich, avec deux points seulement et après avoir reçu une gifle au retour à Old Trafford (5-1).

## Effectif et encadrement

### Tableau des transferts
| Nom                 | Nationalité        | Poste     | Modalités      | Provenance/Destination    | Division              |
| ------------------- | ------------------ | --------- | -------------- | ------------------------- | --------------------- |
| Arrivées            |                    |           |                |                           |                       |
| Jean-Hugues Ateba   | Cameroun           | Défenseur |                | FC Nantes Atlantique rés. | CFA - C (D4)          |
| John Gope-Fenepej   | France             | Défenseur | Retour de prêt | Bolton Wanderers FC       | First Division (D2)   |
| Charles Devineau    | France             | Milieu    | Retour de prêt | Stade lavallois MFC       | Division 2 (D2)       |
| Éric Djemba-Djemba  | Cameroun           | Milieu    |                | FC Nantes Atlantique rés. | CFA - C (D4)          |
| Samuel Fenillat     | France             | Milieu    | Retour de prêt | US Créteil                | Division 2 (D2)       |
| Sébastien Piocelle  | France             | Milieu    | Retour de prêt | SC Bastia                 | Division 1 (D1)       |
| Olivier Quint       | France             | Milieu    |                | CS Sedan-Ardennes         | Division 1 (D1)       |
| Jérémy Toulalan     | France             | Milieu    |                | FC Nantes Atlantique rés. | CFA - C (D4)          |
| Pierre-Yves André   | France             | Attaquant |                | SC Bastia                 | Division 1 (D1)       |
| Víctor Bonilla      | Colombie           | Attaquant |                | Toulouse FC               | Division 1 (D1)       |
| Diego Bustos        | Argentine          | Attaquant | Retour de prêt | AA Argentinos Juniors     | Primera División (D1) |
| Shiva N'Zigou       | Gabon              | Attaquant |                | FC Nantes Atlantique rés. | CFA - C (D4)          |
| Grégory Pujol       | France             | Attaquant |                | FC Nantes Atlantique rés. | CFA - C (D4)          |
| Départs             |                    |           |                |                           |                       |
| Jérémie Guy         | France             | Gardien   |                | Gap HAFC                  | CFA 2 - E (D5)        |
| John Gope-Fenepej   | France             | Défenseur |                | US Créteil                | Division 2 (D2)       |
| Mário Silva         | Portugal           | Défenseur |                | FC Porto                  | Primeira Liga (D1)    |
| Éric Carrière       | France             | Milieu    |                | Olympique lyonnais        | Division 1 (D1)       |
| Samuel Fenillat     | France             | Milieu    |                | Retraite sportive         |                       |
| Mehdi Leroy         | France             | Milieu    |                | ES Troyes AC              | Division 1 (D1)       |
| Sébastien Macé      | France             | Milieu    |                | Toulouse FC               | National (D3)         |
| Olivier Monterrubio | France             | Milieu    |                | Stade rennais FC          | Division 1 (D1)       |
| Sébastien Piocelle  | France             | Milieu    |                | SC Bastia                 | Division 1 (D1)       |
| Diego Bustos        | Argentine          | Attaquant |                | CA Lanús                  | Primera División (D1) |
| Mirza Mešić         | Bosnie-Herzégovine | Attaquant | Prêt           | FK Sarajevo               | Premijer Liga (D1)    |
| Alioune Touré       | France             | Attaquant |                | Manchester City FC        | First Division (D2)   |

| Nom               | Nationalité | Poste     | Modalités                                    | Provenance/Destination | Division              |
| ----------------- | ----------- | --------- | -------------------------------------------- | ---------------------- | --------------------- |
| Arrivées          |             |           |                                              |                        |                       |
| Mauro Cetto       | Argentine   | Défenseur |                                              | CA Rosario Central     | Primera División (D1) |
| Mario Yepes       | Colombie    | Défenseur |                                              | CA River Plate         | Primera División (D1) |
| Départs           |             |           |                                              |                        |                       |
| Pascal Delhommeau | France      | Défenseur | Prêt (décembre)                              | FC Lorient             | Division 1 (D1)       |
| Wilfried Dalmat   | France      | Milieu    | Prêt (janvier)                               | Olympique de Marseille | Division 1 (D1)       |
| Salomon Olembe    | Cameroun    | Milieu    | Transfert                                    | Olympique de Marseille | Division 1 (D1)       |
| Víctor Bonilla    | Colombie    | Attaquant | Résiliation de contrat à l'amiable (janvier) | Joueur libre           |                       |

## Compétitions

### Division 1
| Date              | Journée | TV     | Adversaire               | Lieu | Score | Buteurs du FCNA                    | Class. | Afflences |
| ----------------- | ------- | ------ | ------------------------ | ---- | ----- | ---------------------------------- | ------ | --------- |
| 27 juillet /2001  | J01     | Canal+ | FC Girondins de Bordeaux | Ext. | 0 - 2 | -                                  | 15     | 32.083    |
| 4 août 2001       | J02     | Canal+ | RC Lens                  | Dom. | 1 - 2 | Quint 73e (pen.)                   | 17     | 33.787    |
| 11 août 2001      | J03     | -      | ES Troyes AC             | Ext. | 0 - 0 | -                                  | 17     | 14.173    |
| 18 août 2001      | J04     | -      | SC Bastia                | Dom. | 1 - 2 | Moldovan 25e                       | 18     | 33.507    |
| 25 août 2001      | J05     | -      | EA Guingamp              | Ext. | 0 - 1 | -                                  | 18     | 14.875    |
| 8 septembre 2001  | J06     | -      | CS Sedan-Ardennes        | Dom. | 1 - 1 | André 62e                          | 18     | 32.326    |
| 15 septembre 2001 | J07     | Canal+ | Olympique lyonnais       | Ext. | 1 - 4 | Quint 41e                          | 18     | 34.324    |
| 22 septembre 2001 | J08     | TPS    | Olympique de Marseille   | Ext. | 0 - 2 | -                                  | 18     | 49.752    |
| 29 septembre 2001 | J09     | -      | FC Metz                  | Dom. | 0 - 0 | -                                  | 18     | 32.117    |
| 13 octobre 2001   | J10     | TPS    | Lille OSC                | Ext. | 0 - 1 | -                                  | 18     | 18.919    |
| 20 octobre 2001   | J11     | -      | AJ Auxerre               | Dom. | 2 - 2 | Quint 66e (pen.), Da Rocha 83e     | 18     | 34.110    |
| 27 octobre 2001   | J12     | -      | FC Sochaux-Montbéliard   | Ext. | 1 - 0 | Devineau 52e                       | 18     | 19.425    |
| 3 novembre 2001   | J13     | Canal+ | AS Monaco FC             | Dom. | 2 - 1 | Ziani 20e, Ahamada 30e             | 18     | 34.869    |
| 17 novembre 2001  | J14     | Canal+ | Stade rennais FC         | Ext. | 0 - 2 | -                                  | 18     | 21.079    |
| 24 novembre 2001  | J15     | Canal+ | Paris Saint-Germain FC   | Dom. | 1 - 2 | Bonilla 31e                        | 18     | 33.966    |
| 28 novembre 2001  | J16     | -      | FC Lorient               | Ext. | 2 - 1 | André 74e, Vahirua 85e             | 18     | 14.687    |
| 4 décembre 2001   | J17     | -      | Montpellier HSC          | Dom. | 1 - 2 | Bonilla 61e                        | 18     | 30.435    |
| 19 décembre 2001  | J18     | Canal+ | RC Lens                  | Ext. | 0 - 3 | -                                  | 18     | 37.452    |
| 22 décembre 2001  | J19     | -      | ES Troyes AC             | Dom. | 1 - 0 | Moldovan 85e                       | 18     | 29.552    |
| 5 janvier 2002    | J20     | -      | SC Bastia                | Ext. | 2 - 0 | Devineau 37e, Ahamada 71e          | 17     | 5.508     |
| 12 janvier 2002   | J21     | -      | EA Guingamp              | Dom. | 2 - 0 | Moldovan 63e, Armand 80e           | 14     | 31.778    |
| 23 janvier 2002   | J22     | -      | CS Sedan-Ardennes        | Ext. | 0 - 0 | -                                  | 14     | 13.159    |
| 30 janvier 2002   | J23     | Canal+ | Olympique lyonnais       | Dom. | 3 - 0 | Vahirua 28e 44e, Moldovan 52e      | 13     | 31.966    |
| 2 février 2002    | J24     | Canal+ | Olympique de Marseille   | Dom. | 3 - 1 | Berson 36e 44e, Torrisi 28e (csc)  | 12     | 35.453    |
| 6 février 2002    | J25     | -      | FC Metz                  | Ext. | 0 - 2 | -                                  | 13     | 15.025    |
| 16 février 2002   | J26     | Canal+ | Lille OSC                | Dom. | 0 - 1 | -                                  | 14     | 34.838    |
| 23 février 2002   | J27     | -      | AJ Auxerre               | Ext. | 1 - 2 | Moldovan 27e                       | 14     | 11.825    |
| 6 mars 2002       | J28     | -      | FC Sochaux-Montbéliard   | Dom. | 0 - 0 | -                                  | 14     | 33.294    |
| 16 mars 2002      | J29     | -      | AS Monaco FC             | Ext. | 2 - 1 | André 24e, Berson 47e              | 13     | 7.042     |
| 23 mars 2002      | J30     | -      | Stade rennais FC         | Dom. | 3 - 1 | Fabbri 13e, André 36e, Vahirua 72e | 12     | 35.343    |
| 6 avril 2002      | J31     | TPS    | Paris Saint-Germain FC   | Ext. | 1 - 1 | Quint 38e                          | 11     | 43.817    |
| 13 avril 2002     | J32     | -      | FC Lorient               | Dom. | 2 - 0 | Vahirua 52e 58e                    | 9      | 34.940    |
| 27 avril 2002     | J33     | -      | Montpellier HSC          | Ext. | 0 - 3 | -                                  | 11     | 19.658    |
| 4 mai 2002        | J34     | -      | FC Girondins de Bordeaux | Dom. | 2 - 1 | Savinaud 2e 89e                    | 10     | 34.972    |

### Coupe de France
| Date             | Tour            | Adversaire | Niveau  | Lieu | Score | Buteurs du FCNA | Affluence |
| ---------------- | --------------- | ---------- | ------- | ---- | ----- | --------------- | --------- |
| 15 décembre 2001 | 1/32e de finale | SC Bastia  | L1 (D1) | Ext. | 1 - 3 | Armand 37e      | 2.032     |

### Coupe de la Ligue
| Date                     | Tour            | Adversaire        | Niveau | Lieu | Score      | Buteurs du FCNA                             | Affluence |
| ------------------------ | --------------- | ----------------- | ------ | ---- | ---------- | ------------------------------------------- | --------- |
| Samedi 1er décembre 2001 | 1/16e de finale | CS Sedan-Ardennes | D1     | Dom. | 3 - 2 a.p. | Gillet 66e, Satorra 90e (csc), Moldovan 98e | 22.314    |
| Mardi 8 janvier 2002     | 1/8e de finale  | SC Bastia         | D1     | Dom. | 1 - 3      | Savinaud 69e                                | 9.891     |

### Trophée des Champions
| Date                  | Tour   | TV | Adversaire    | Niveau  | Lieu   | Score | Buteurs du FCNA                                | Affluence |
| --------------------- | ------ | -- | ------------- | ------- | ------ | ----- | ---------------------------------------------- | --------- |
| Jeudi 19 juillet 2001 | Finale | M6 | RC Strasbourg | L2 (D2) | Neutre | 4 - 1 | Quint 7e, Armand 38e, Dalmat 88e, Savinaud 90e | 7.685     |

### Ligue des Champions
| Date              | Tour | TV | Adversaire     | Niveau | Lieu | Score | Buteurs du FCNA                                     | Affluence |
| ----------------- | ---- | -- | -------------- | ------ | ---- | ----- | --------------------------------------------------- | --------- |
| 11 septembre 2001 | J01  |    | PSV Eindhoven  |        | Dom. | 4 - 1 | André 5e, Quint 10e (pen.), Dalmat 44e, Vahirua 75e | 28.000    |
| 19 septembre 2001 | J02  |    | SS Lazio Rome  |        | Ext. | 3 - 1 | Fabbri 3e, Armand 63e, Ziani 86e                    | 30.000    |
| 26 septembre 2001 | J03  |    | Galatasaray SK |        | Dom. | 0 - 1 | -                                                   | 35.000    |
| 16 octobre 2001   | J04  |    | Galatasaray SK |        | Ext. | 0 - 0 | -                                                   | 22.000    |
| 24 octobre 2001   | J05  |    | PSV Eindhoven  |        | Ext. | 0 - 0 | -                                                   | 30.000    |
| 30 octobre 2001   | J06  |    | SS Lazio Rome  |        | Dom. | 1 - 0 | André 72e                                           | 37.000    |

| Date             | Tour | TV | Adversaire           | Niveau | Lieu | Score | Buteurs du FCNA | Affluence |
| ---------------- | ---- | -- | -------------------- | ------ | ---- | ----- | --------------- | --------- |
| 20 novembre 2001 | J01  |    | Boavista FC          |        | Ext. | 0 - 1 | -               | 10.000    |
| 5 décembre 2001  | J02  |    | FC Bayern Munich     |        | Dom. | 0 - 1 | -               | 30.000    |
| 20 février 2002  | J03  |    | Manchester United FC |        | Dom. | 1 - 1 | Moldovan 9e     | 35.500    |
| 26 février 2002  | J04  |    | Manchester United FC |        | Ext. | 1 - 5 | Da Rocha 17e    | 35.500    |
| 13 mars 2002     | J05  |    | Boavista FC          |        | Dom. | 1 - 1 | Moldovan 43e    | 28.000    |
| 19 mars 2002     | J06  |    | FC Bayern Munich     |        | Ext. | 1 - 2 | Ahamada 54e     | 23.000    |